# 田原市立伊良湖岬中学校
田原市立伊良湖岬中学校（たはらしりつ いらごみさきちゅうがっこう）は、愛知県田原市小塩津町にあった公立中学校。

## 沿革
- 1947年（昭和22年） - 「伊良湖岬村立伊良湖岬中学校」として開校[1]。独立校舎建設まで、旧役場の建物を借用し、同伊良湖小学校および同堀切小学校通学区の3年生を収容した[1]。また、分教場として和地・堀切・伊良湖の3か所を設置し、和地分教場については該当学区の全学年の生徒を、堀切・伊良湖の各分教場については両学区の1・2年生を収容することとなった[1]。
- 1948年（昭和23年） - 独立校舎が完成し、仮校舎および分教場を統合[1]。
- 1955年（昭和30年）4月15日 - 町村合併に伴い、「渥美町立伊良湖岬中学校」に改称[1]。
- 2005年（平成17年）10月1日 - 編入合併に伴い、「田原市立伊良湖岬中学校」に改称[1]。
- 2018年（平成30年）4月 - 福江高校との連携型一貫教育を開始。
- 2019年（平成31年）
  - 3月14日 - 閉校記念式典を開催[2]。
  - 3月31日 - 福江中学校への統合に伴い、閉校。

## 通学区域
- 田原市立伊良湖岬小学校区[3]